# 王夕越
王夕越（1980年12月31日—）是一名美籍华人在读博士，就读于普林斯顿大学历史系。2016年8月8日，伊朗政府以王夕越涉嫌在伊朗境内从事间谍行为而将其逮捕；2017年7月，他被伊朗政府判处10年有期徒刑。
2019年12月7日被释放。

## 个人简历
王夕越于1980年12月31日出生于中国北京，1999年前往美国求学，先后就读于华盛顿大学和哈佛大学。2000年，王夕越移民美国。2009年，当王夕越在香港工作时结识了曲桦；并于2012年结婚。2013年，王夕越被普林斯顿大学录取，成为该大学的历史系博士在读生；同年3月，他和曲桦诞下他们的第一个儿子。

## 案件缘由
2016年1月下旬，研究19世纪亚洲内陆地区政府间的相似之处的王夕越为毕业论文搜集资料踏上了前往伊朗的旅程。期间，他曾两次进出伊朗，但在当年8月准备离开伊朗时遭到伊朗政府的逮捕。伊朗政府宣称王夕越在伊朗逗留期间从事间谍行为。伊朗政府指控王夕越在搜集卡扎尔王朝资料时，支付了大笔美金用以制作数字文件；同时试图访问多家图书馆的保密区域。随后，伊朗当局在2017年7月宣判王夕越有期徒刑10年。

## 营救行动
针对伊朗当局对王夕越的指控，美国国务院和普林斯顿大学都表示了否认，普林斯顿大学更是强调王夕越的行为属于学术范围。联合国任意拘留问题工作组于2019年表态，认为伊朗政府对王夕越的指控没有法律依据，王夕越遭遇到了不公拘押；而美国大学联盟和欧洲大学协会均呼吁释放王夕越。
王夕越被捕后，其妻曲桦一直在和普林斯顿校方及美国国务院沟通，希望促成其释放。普林斯顿最初奉行沉默政策，希望伊朗可以以抓错了为由放人。由于美国与伊朗断交，并对伊朗进行制裁，双方没有常设外交渠道。伊朗方面在同时期共逮捕了四名美国人。在特朗普上台后，特朗普政府不认为与伊朗改善关系可以解决人质问题的长远困境。并宣布退出《聯合全面行動計劃》（伊朗核协议） 。其妻子则一直在为其发声，希望政府能促成其释放。
王夕越出生于中国，其妻曲桦仍为中华人民共和国公民，因此曲桦希望中国政府能出面营救王夕越。中国外交部对此在2017年7月17日的例行记者会上向记者回应，王夕越拥有美国国籍，不具有中国国籍。2019年4月，美国之音报道称，有负责此案的不具名官员告诉曲桦，北京方面提出愿意从人道主义出发，协助美方援救王夕越。
王夕越于2019年12月7日被释放。